# Edin Julardžija
Edin Julardžija (ur. 21 stycznia 2001 w Zagrzebiu) – chorwacki piłkarz, występujący na pozycji ofensywnego pomocnika w chorwackim klubie HNK Gorica. Wychowanek Dinama Zagrzeb, w którym rozpoczął seniorską karierę. Grał także w Slavenie Belupo oraz HNK Šibenik. Były, młodzieżowy reprezentant Chorwacji.